# Ferrovia Ceva-Ormea
La ferrovia Ceva-Ormea è una linea ferroviaria locale della provincia di Cuneo nel territorio delle Alpi Marittime a poca distanza dal Mar Ligure, che mette in comunicazione Ceva con Ormea, percorrendo l'Alta Val Tanaro.

## Storia
| Tratto          | Inaugurazione     | Inaugurazione |
| --------------- | ----------------- | ------------- |
| Ceva-Priola     | 15 settembre 1889 |               |
| Priola-Garessio | 15 luglio 1890    |               |
| Garessio-Trappa | 15 aprile 1891    |               |
| Trappa-Ormea    | 15 febbraio 1893  |               |
| Manuale         |                   |               |

Già dagli anni 1850, nella discussione sui collegamenti tra il Piemonte e la Riviera di Ponente ligure, si era discussa la possibilità di unire Ceva a Oneglia per l'alta valle del fiume Tanaro. Però nel 1879, durante la discussione sul disegno di legge proposto dall'on. Baccarini, venne una volta per tutte alla luce il tema cruciale, vale a dire la rivalità con il progetto della Ferrovia del Colle di Tenda, che avrebbe dovuto collegare Cuneo a Ventimiglia; malgrado la Ceva-Ormea non mancasse di sostenitori (quali gli on. Celesia, Borelli e Basteris), l'on. Giuseppe Biancheri di Ventimiglia, strenuo sostenitore del progetto del Tenda, ottenne l'approvazione del suo progetto, proponendo come compromesso l'approvazione di un progetto per il tronco da Ceva a Ormea.

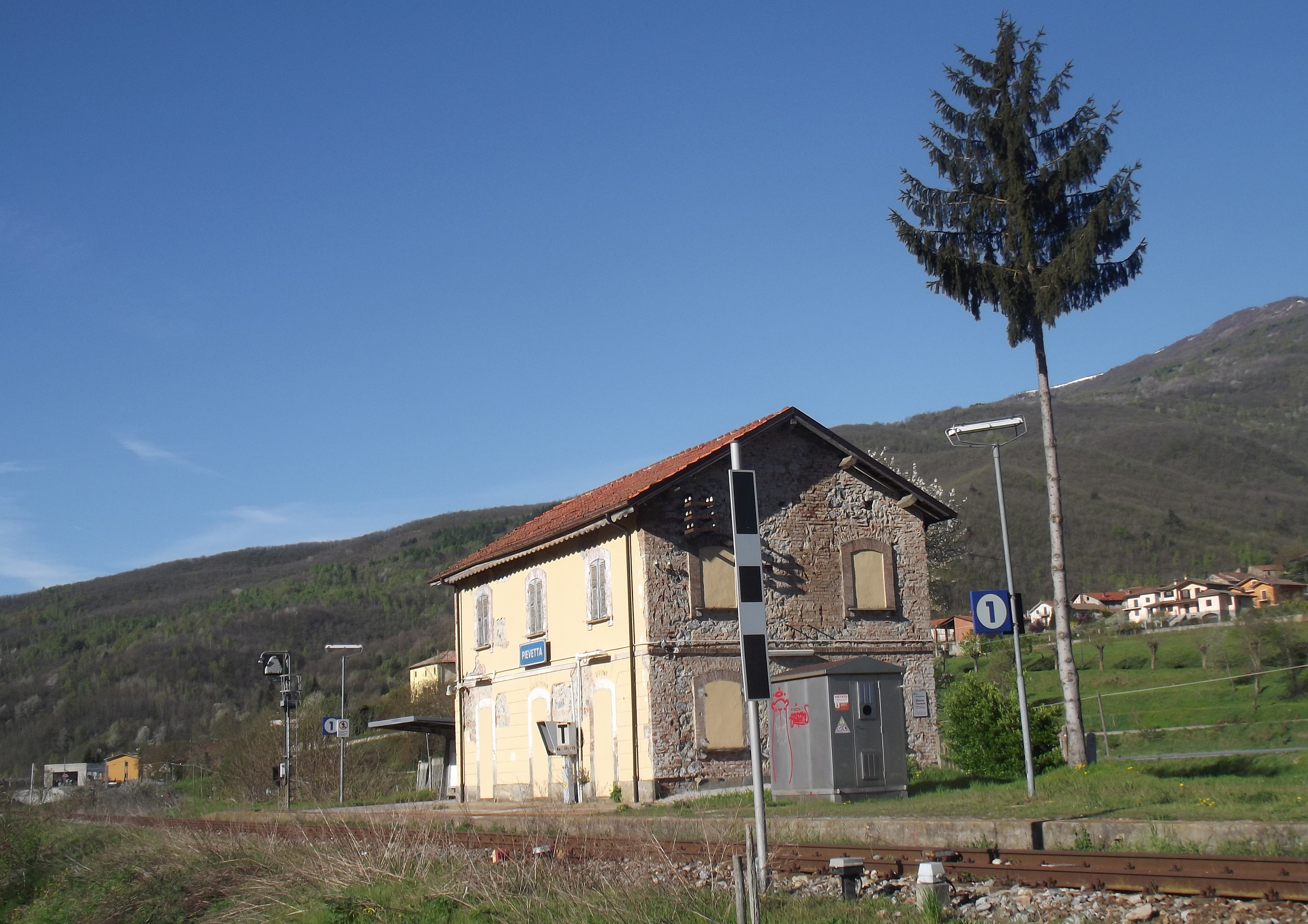
Facciata della stazione di Pievetta

Inaugurata a tratti fra il 1889 e il 1893, nelle speranze dei suoi sostenitori la linea avrebbe dovuto successivamente essere prolungata fino a Oneglia (anche se vi furono progetti che prevedevano invece di collegare Garessio ad Albenga); ciò però non avvenne e quindi la linea si trovò fin da subito ridotta a un ruolo secondario. L'unico intervento importante accadde quando, nel 1938, la ferrovia fu elettrificata in trifase, ma nel 1973, quando quasi tutte le rimanenti linee a trazione trifase in Piemonte-Liguria vennero convertite alla corrente continua, la Ceva-Ormea venne invece de-elettrificata ed esercita a trazione termica.

### Fine Novecento

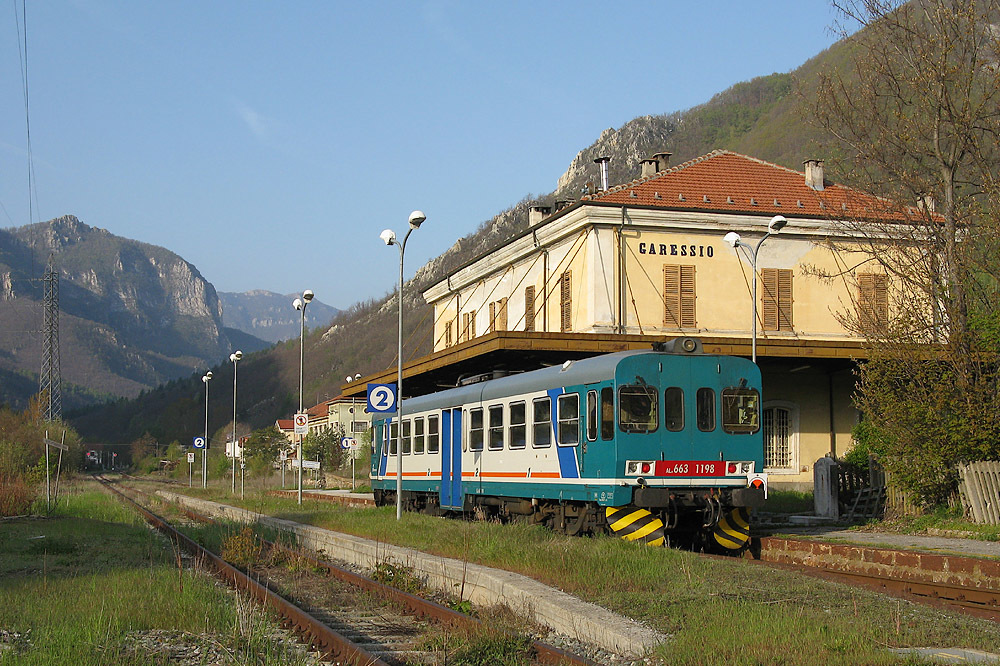
La stazione di Garessio

Nel 1988 gli impianti di Nucetto, Priola e Trappa vennero trasformati in fermate abilitate ai servizi viaggiatori e bagagli con le restrizioni previste per le case cantoniere.
All'inizio degli anni duemila, la gestione della linea passò in carico a Rete Ferroviaria Italiana. Nel corso dei decenni successivi altre stazioni furono tramutate in fermate ferroviarie e vennero rimossi i binari di incrocio, a eccezione dell'impianto di Garessio, che vide l'installazione di Apparati Centrali Elettrici a pulsanti d'Itinerario e sulla linea venne instaurato l'esercizio ferroviario a spola.
Nel mese di ottobre 2009 si costituì il Comitato per la valorizzazione delle ferro-tramvie in Alta Val Tanaro e Ponente ligure, che per tutelare la Ceva–Ormea ne propone l'utilizzo per il traffico merci (acque minerali, filiera del legno) e il collegamento da Garessio a Bastia d'Albenga in occasione del raddoppio Andora-Finalmarina.

### Sospensione e riapertura al turismo
Nel 2012 la linea fu definita a "bassa frequentazione" dalla Regione Piemonte, perdendo i finanziamenti per il mantenimento, e pertanto il traffico fu soppresso dal 17 giugno (insieme ad altre 12 linee).
Dopo una serie di dibattiti sulla preservazione della linea, il 16 giugno del 2015 l'ing. Luigi Cantamessa, direttore della Fondazione FS Italiane, eseguì un sopralluogo con un carrello ferroviario, in vista di un eventuale recupero come ferrovia turistica.
Il 3 febbraio 2016 venne testato un viaggio dalla Regione, con un treno composto da doppia automotrice FS ALn 663, in partenza dal capoluogo piemontese, volto a svolgere un sopralluogo della linea e delle stazioni con le autorità a bordo, sancendo di fatto la riapertura e l'inserimento della tratta nel progetto "Binari senza tempo".
Nel giugno 2016 iniziarono i lavori di pulizia e manutenzione della linea, con il ripristino del secondo binario nella stazione di Ormea (per consentire le manovre delle locomotive).
A metà agosto fu ufficializzato un calendario di treni storici e turistici lungo la valle sino a Ormea a partire dall'11 settembre 2016 con convogli composti da carrozze Centoporte, con trazione Diesel o a vapore.

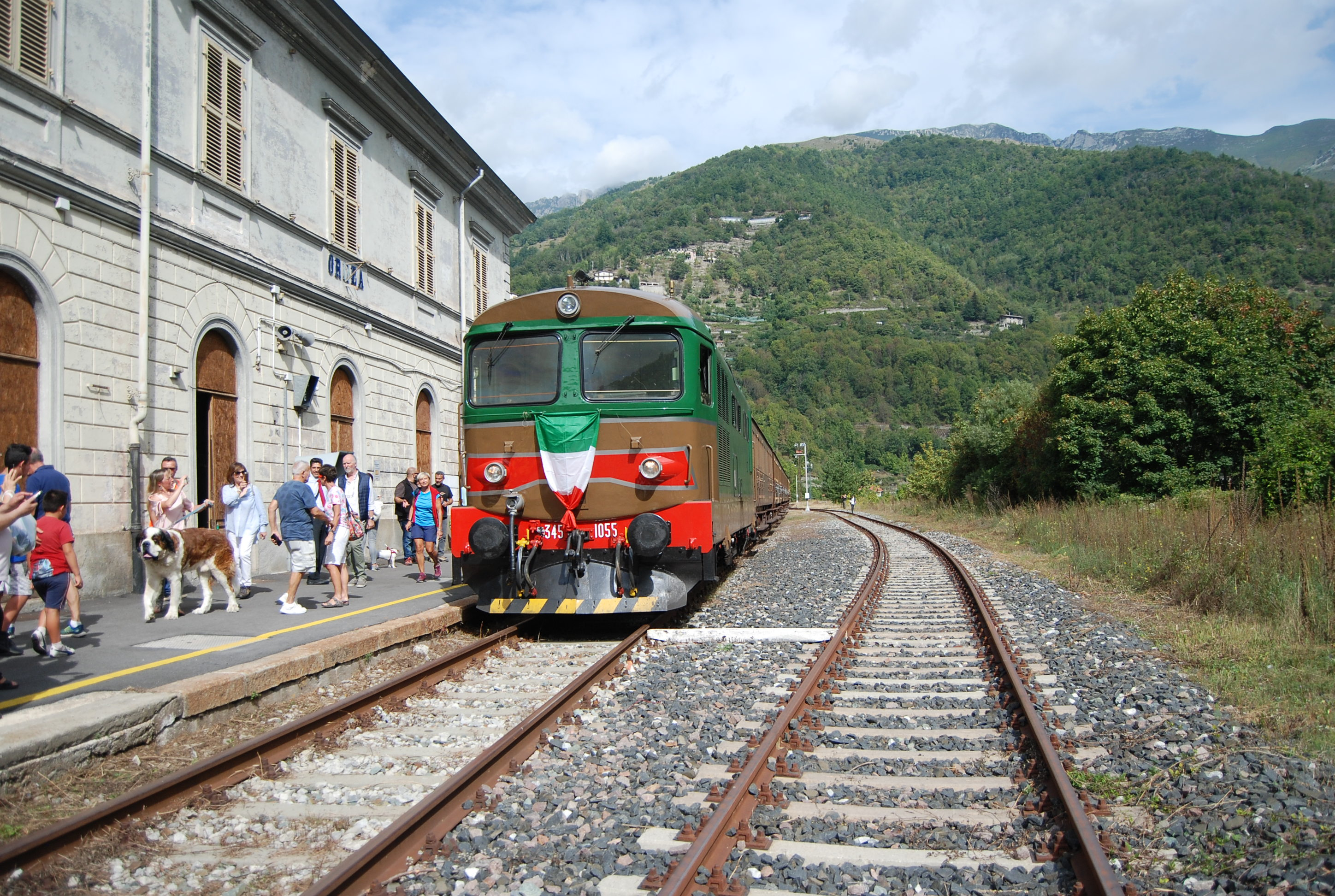
D.345 alla stazione di Ormea

Il 25 novembre dello stesso anno la linea fu interrotta nel tratto tra Pievetta e Priola a causa dell'esondazione del Tanaro, che provocò una frana a ridosso del fiume, facendo cedere 500 metri di binari. Nonostante i danni, venne svolta ugualmente l'ultima corsa turistica in programma per l'8 dicembre 2016 con il treno a vapore, limitando il percorso fino a Bagnasco. A fine anno i risultati ottenuti con i treni storici furono ottimali, registrando un ampio numero di turisti a bordo delle carrozze. Nel 2017 iniziarono i lavori di ripristino del tratto franato con la rimozione dei binari danneggiati; nel frattempo furono proposte altre corse turistiche nel tratto percorribile fra Ceva e Pievetta. Nel 2018 furono avviati i lavori per la ricostruzione del terrapieno stradale e ferroviario, che si conclusero a fine giugno. Nel mese di agosto i lavori proseguirono con la posa dei binari per ricucire il tratto danneggiato dall'alluvione e per rendere ripercorribile l'intera linea. I lavori di ripristino terminarono il 6 settembre, entro i tempi previsti da RFI, per garantire la corsa turistica fino a Ormea programmata il 16 settembre 2018, in occasione della 57ª "Mostra del Fungo di Ceva".

### Riapertura al traffico regionale
Il 27 marzo 2024, il presidente della Regione Piemonte Alberto Cirio annunciò la prossima riapertura al traffico ferroviario con treni della Arenaways, mediante un investimento di circa 30 milioni di euro per il ripristino.

## Caratteristiche
| Unknown route-map component "exCONTgq" | Unknown route-map component "exSTR+r" |  |

| Unknown route-map component "CONTgq" | Unknown route-map component "xABZg+r" |  |

| Station on track |

|  | Unknown route-map component "ABZgl" | Unknown route-map component "CONTfq" |

| Small bridge over water |

| Enter and exit tunnel |

| Unknown route-map component "SKRZ-Au" |

| Unknown route-map component "hKRZWae" |

| Unknown route-map component "HSTeBHF" |

| Unknown route-map component "hKRZWae" |

| Unknown route-map component "HSTeBHF" |

| Stop on track |

| Unknown route-map component "HSTeBHF" |

| Straight track |

| Unknown route-map component "hKRZWae" |

| Station on track |

| Unknown route-map component "hKRZWae" |

| Unknown route-map component "HSTeBHF" |

| Enter and exit tunnel |

| Stop on track |

| End station |

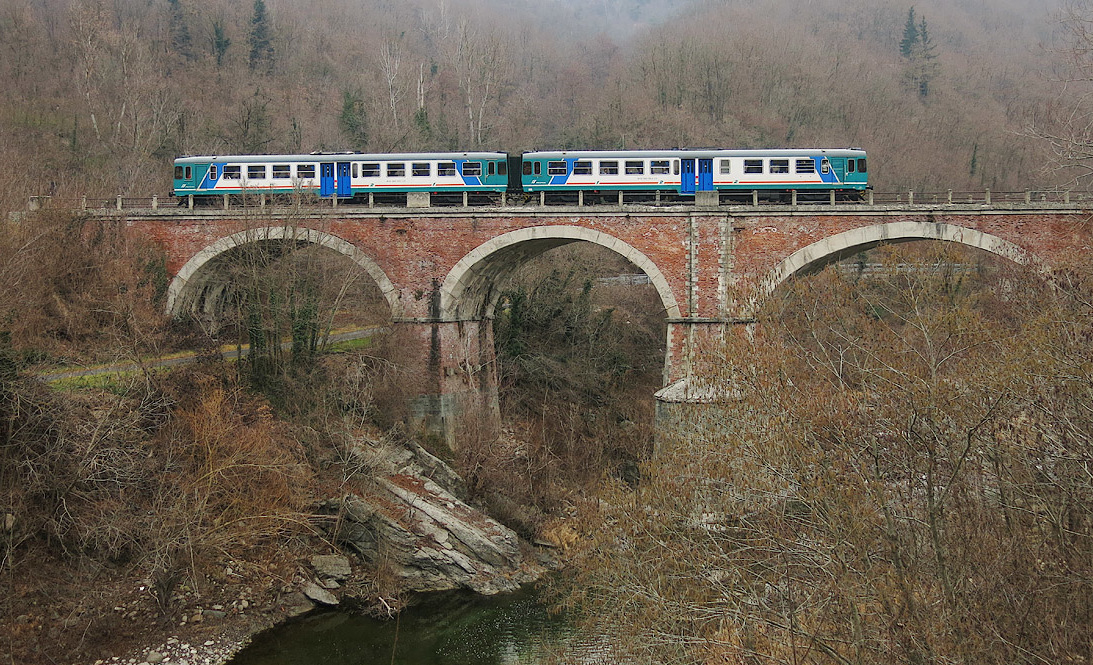
Doppia ALn 663 in transito sul ponte di Nucetto

La tratta è una linea ferroviaria a binario unico e non elettrificato e scartamento normale di 1435 mm, lunga complessivamente 35,5 chilometri. Il gestore RFI la qualifica come "linea complementare".
La linea è caratterizzata da un percorso curvilineo che si snoda nella valle del Tanaro, fiume attraversato per nove volte lungo il tracciato. Le irregolarità altimetriche nel terreno furono risolte mediante la costruzione di numerosi viadotti: uno dei più grandi è presente all'ingresso della stazione di Ormea, giungendo da Ceva, caratterizzato da quaranta archi.
A seguito dei provvedimenti di semplificazione adottati agli inizi degli anni 2000, l'unico punto di scambio rimasto è quello alla stazione di Garessio, che dispone di due binari (negli altri sono stati tolti le rotaie a fianco), oltre ovviamente al capolinea nella stazione di Ormea, in cui è stato ripristinato il secondo binario nel 2016 per effettuare le manovre. I treni possono raggiungere la velocità massima di 80 km/h.

### Percorso

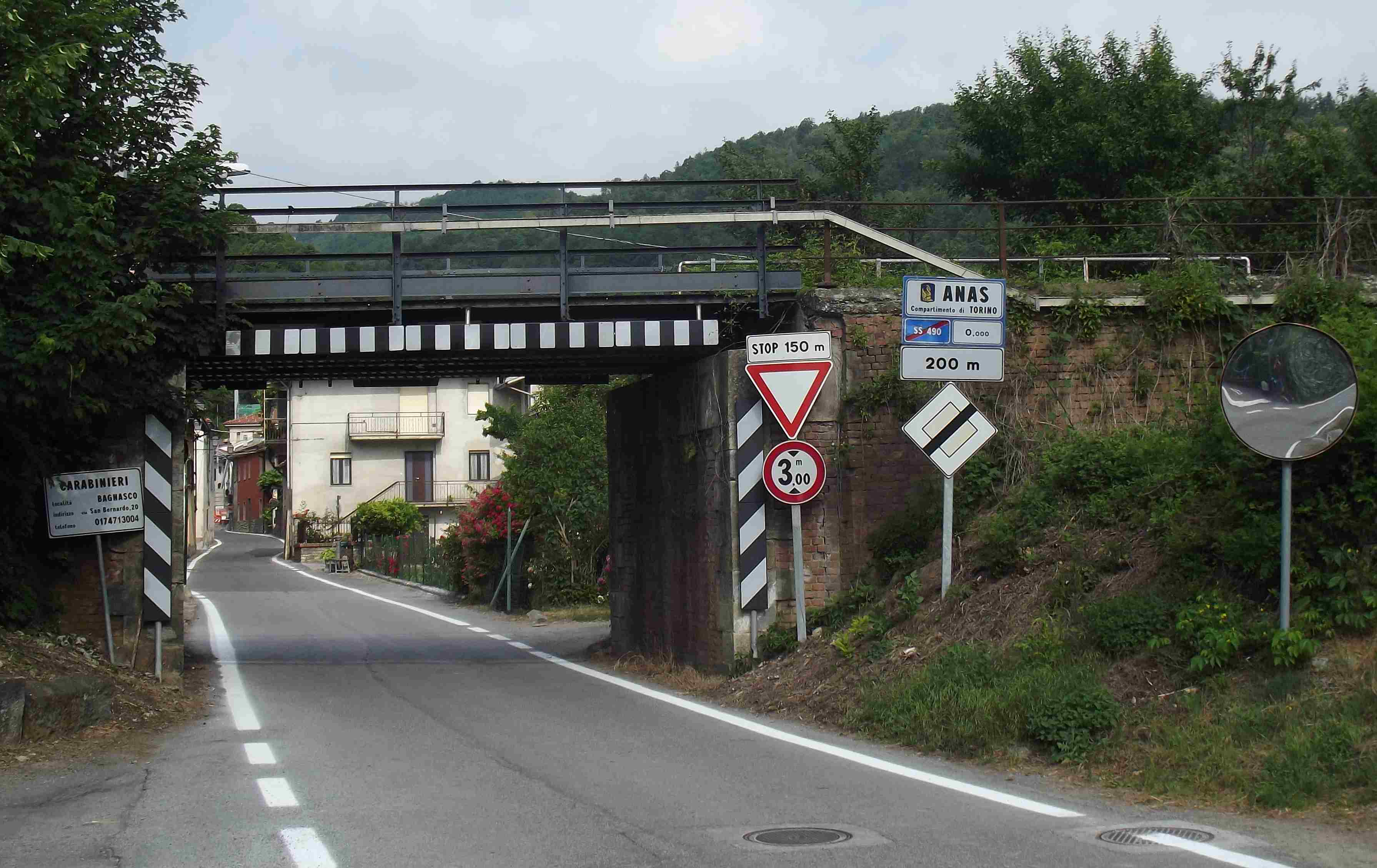
Sovrappasso della ferrovia a Bagnasco

La linea si stacca dalla stazione di Ceva, diramandosi dalla ferrovia Torino-Fossano-Savona verso sud-ovest, procedendo lungo un cavalcavia che unisce le due colline, attraversando il quartiere sottostante e il torrente Cevetta, fino al raggiungimento della prima galleria. Dopo una serie di gallerie, la linea sottopassa l'Autostrada A6 -o autostrada europea E717- Torino-Savona, correndo lungo dei tratti in trincea con paesaggi naturalistici-collinari e attraversa sei volte il fiume Tanaro, per poi raggiungere la prima fermata di Nucetto, sede del museo etnografico e di quello della Ceva-Ormea. Superata Nucetto, la ferrovia attraversa nuovamente il Tanaro, correndo sulla sponda a sinistra, mentre sulla destra affianca la strada statale 28. Da Bagnasco la sede ferroviaria comincia a salire, scavalcando la strada statale, per poi costeggiarla sul lato destro, correndo su un piano più alto rispetto a essa. Da Pievetta a Priola la linea si affaccia proprio sulla riva del Tanaro (tratto in cui sono ceduti i binari durante l'alluvione del 2016), mentre sulla destra costeggia la stessa strada statale, ma a un livello più basso. A Garessio il fiume è attraversato da due ponti metallici a travate superiori. Nelle vicinanze della stazione di Garessio (posta nel tratto adiacente tra i due ponti ferroviari) è situato il borgo antico del paese, che fa parte dei borghi più belli d'Italia. Dalla stazione di Trappa alla stazione di Eca-Nasagò si attraversano altre quattro gallerie, costeggiando sempre sulla sinistra la strada statale e il Tanaro. L'ultimo tratto si conclude percorrendo il cavalcavia ad archi più lungo e importante della ferrovia, da cui si intravedono le Alpi Liguri e il borgo alpino di Ormea sovrastato dai ruderi dell'antico castello. Ormea costituisce il capolinea della tratta.

## Traffico
Il servizio passeggeri fu sospeso a partire dal 17 giugno 2012 e sostituito da autoservizi. Il servizio era svolto da treni regionali di Trenitalia.
Dal 2016 la linea fu percorsa soltanto da treni storici della Fondazione FS, su calendario, con collegamenti diretti dal capoluogo sabaudo.
È stata annunciata la ripresa del servizio viaggiatori a cura di Arenaways